# Birgit Schneider (Geowissenschaftlerin)

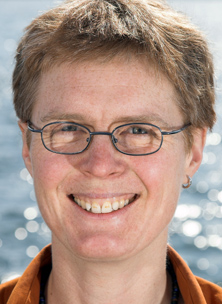
Birgit Schneider

Birgit Schneider (* 1971 in Bergisch Gladbach) ist eine deutsche Geowissenschaftlerin, Paläoozeanographin, Klimaforscherin und Hochschullehrerin.

## Wissenschaftliche Laufbahn
Birgit Schneider studierte zunächst von 1991 bis 1994 an der Freien Universität Berlin. 1999 schloss sie ihr Studium an der Christian-Albrechts-Universität zu Kiel mit dem Diplom in Geographie ab. Danach war sie von 1999 bis 2002 Promotionsstudentin am Alfred-Wegener-Institut für Polarforschung (AWI) in Bremerhaven und wurde 2002 im Fachbereich Geowissenschaften an der Universität Bremen promoviert. Von 2002 bis 2007 war sie Wissenschaftlerin (Postdoc) am Institut für Meereskunde an der CAU Kiel, Institut für Geowissenschaften an der CAU Kiel, dem Leibniz-Institut für Meereswissenschaften in Kiel und am Laboratoire des Sciences du Climat et de l’Environnement (LSCE), Gif-sur-Yvettes in Frankreich. Zwischen 2008 und 2011 erhielt sie eine Juniorprofessur an der CAU Kiel, an der sie seit 2011 als Professorin eingestellt ist.

## Positionen
Seit 2008 ist Birgit Schneider Mitglied im Exzellenzcluster „Ozean der Zukunft“ der CAU Kiel und darüber hinaus ebenfalls Mitglied der Gemeinschaftlichen Forschungs Initiative Sonderforschungsbereich 754 des GEOMAR Helmholtz-Zentrum für Ozeanforschung Kiel Kiel.

## Ehrungen und Auszeichnungen
- 2003: Teilnehmer: „Dissertation Symposium on Chemical Oceanography (DISCO) XVIII“, Hawaii, USA, NSF-funded[1]

## Forschungsprojekte
- 2009–2012: „BIOACID“
- 2011–2012: „Climate impact on marine phytoplankton dynamics during interglacials“[1]

## Schriften
- 2001, mit U. Krebs, W. Park: Pliocene Aridification of Australia Caused by Tectonically Induced Weakening of the Indonesian Throughflow. In: Paleogeogr. Paleoclimatol. Paleoecol. doi:10.1016/j.palaeo.2011.06.002
- 2004, mit A. Schmittner: Simulating the impact of the Panamanian seaway closure on ocean circulation, marine productivity and nutrient cycling. In: Earth Planet. Sci. Lett. 246, S. 367–380
- 2010, mit G. Leduc, W. Park: Disentangling seasonal signals in Holocene climate trends by satellite-model-proxy integration. In: Paleoceanography. 25, 2010, PA4217, doi:10.1029/2009PA001893
- 2018: Klimabilder – Eine Genealogie globaler Bildpolitiken von Klima und Klimawandel. Matthes & Seitz Berlin, ISBN 978-3-95757-545-6
- 2023: Hodapp, D., Roca, I. T., Fiorentino, D., Garilao, C., Kaschner, K., Kesner‐Reyes, K., ... [Birgit Schneider] & Froese, R.: Climate change disrupts core habitats of marine species. Global Change Biology, 29(12), 3304–3317.